# Nemanja Rnić
Nemanja Rnić (cyr. Немања Рнић; ur. 30 września 1984 w Belgradzie) – serbski piłkarz występujący na pozycji obrońcy w Wolfsberger AC.

## Kariera klubowa
Rnić profesjonalną karierę rozpoczynał w FK Partizan. W barwach tego zespołu debiutował w sezonie 2003/2004. Rozegrał wówczas osiem ligowych pojedynków, a także wywalczył z klubem wicemistrzostwo Serbii i Czarnogóry. Grał również z Partizanem w Lidze Mistrzów. Te rozgrywki jego klub zakończył jednak na fazie grupowej, po zajęciu ostatniego miejsca w swojej grupie. W sezonie 2004/2005 dotarł do 1/16 finału Pucharu UEFA, gdzie uległ w dwumeczu CSKA Moskwie. Natomiast w rozgrywkach ligowych zajął pierwsze miejsce i został mistrzem kraju. W następnym sezonie odpadł z eliminacji Ligi Mistrzów, podobnie jak później z Pucharu UEFA. W 2006 i 2007 roku Rnić po raz kolejny wywalczał z Partizanem wicemistrzostwo kraju. Łącznie wystąpił tam w 76 meczach i strzelił dwa gole.
W 2008 roku podpisał kontrakt z belgijskim pierwszoligowcem – RSC Anderlecht. Debiut w Jupiler League zanotował 3 października 2008 w wygranym przez jego zespół 2-1 spotkaniu z Excelsiorem Mouscron. W 2010 roku wywalczył mistrzostwo Belgii, a w 2011 roku został wypożyczony do Germinalu Beerschot.
Latem 2011 Rnić wrócił do Partizana. 12 marca 2013 roku podpisał kontrakt z Howerłą Użhorod. 30 sierpnia 2013 kontrakt został anulowany. Obecnie piłkarz występuje w austriackiej pierwszoligowej drużynie Wolfsberger AC.
| Sezon   | Klub               | Kraj                | Rozgrywki         | Mecze | Bramki |
| ------- | ------------------ | ------------------- | ----------------- | ----- | ------ |
| 2003/04 | FK Partizan        | Serbia i Czarnogóra | Prva liga         | 8     | 1      |
| 2004/05 | FK Partizan        | Serbia i Czarnogóra | Prva liga         | 17    | 1      |
| 2005/06 | FK Partizan        | Serbia i Czarnogóra | Prva liga         | 10    | 0      |
| 2006/07 | FK Partizan        | Serbia              | Serbska Superliga | 23    | 0      |
| 2007/08 | FK Partizan        | Serbia              | Serbska Superliga | 21    | 0      |
| 2008/09 | RSC Anderlecht     | Belgia              | Eerste klasse     | 7     | 0      |
| 2009/10 | RSC Anderlecht     | Belgia              | Eerste klasse     | 6     | 0      |
| 2010/11 | RSC Anderlecht     | Belgia              | Eerste klasse     | 3     | 0      |
| 2010/11 | Germinal Beerschot | Belgia              | Eerste klasse     | 10    | 0      |
| 2011/12 | FK Partizan        | Serbia              | Serbska Superliga | 24    | 0      |
| 2012/13 | Howerła Użhorod    | Ukraina             | Premier-liha      | 10    | 0      |
| 2013/14 | Howerła Użhorod    | Ukraina             | Premier-liha      | 4     | 0      |
| 2013/14 | Wolfsberger AC     | Austria             | Bundesliga        | 24    | 1      |
| 2014/15 | Wolfsberger AC     | Austria             | Bundesliga        | 21    | 1      |
| 2015/16 | Wolfsberger AC     | Austria             | Bundesliga        | 23    | 0      |
| 2016/17 | Wolfsberger AC     | Austria             | Bundesliga        | 27    | 0      |
| 2017/18 | Wolfsberger AC     | Austria             | Bundesliga        | 33    | 0      |

## Kariera reprezentacyjna
Rnić reprezentantem Serbii, a także był graczem Serbii i Czarnogóry. W drużynie narodowej Serbii po raz pierwszy wystąpił w 2005 roku w towarzyskim meczu z Włochami, rozegranym w Toronto.